# Barnet Football Club
El Barnet Football Club es un club de fútbol inglés de la ciudad de Barnet. Fue fundado en 1888 y participa de la Football League Two.

## Historia
En el año 1992-93 fue de controversia para el equipo, ya que tuvieron serios problemas financieros bajo la administración de Stan Flashman, sumando también a que había sospechas sobre tratos preferenciales en los jugadores, como por ejemplo que el hijo del presidente del equipo Mark Flashman era el portero suplente del equipo. El equipo se ubicó en la tercera posición y con derecho a disputar los play-off de la Division Three, pero su entrenador y su asistente abandonaron el equipo para unirse al Southend United, y debido a los problemas financieros estuvieron a punto de que los expulsaran de la Football League, en donde se les anularon los contratos de los jugadores a raíz del problema.

## Estadio

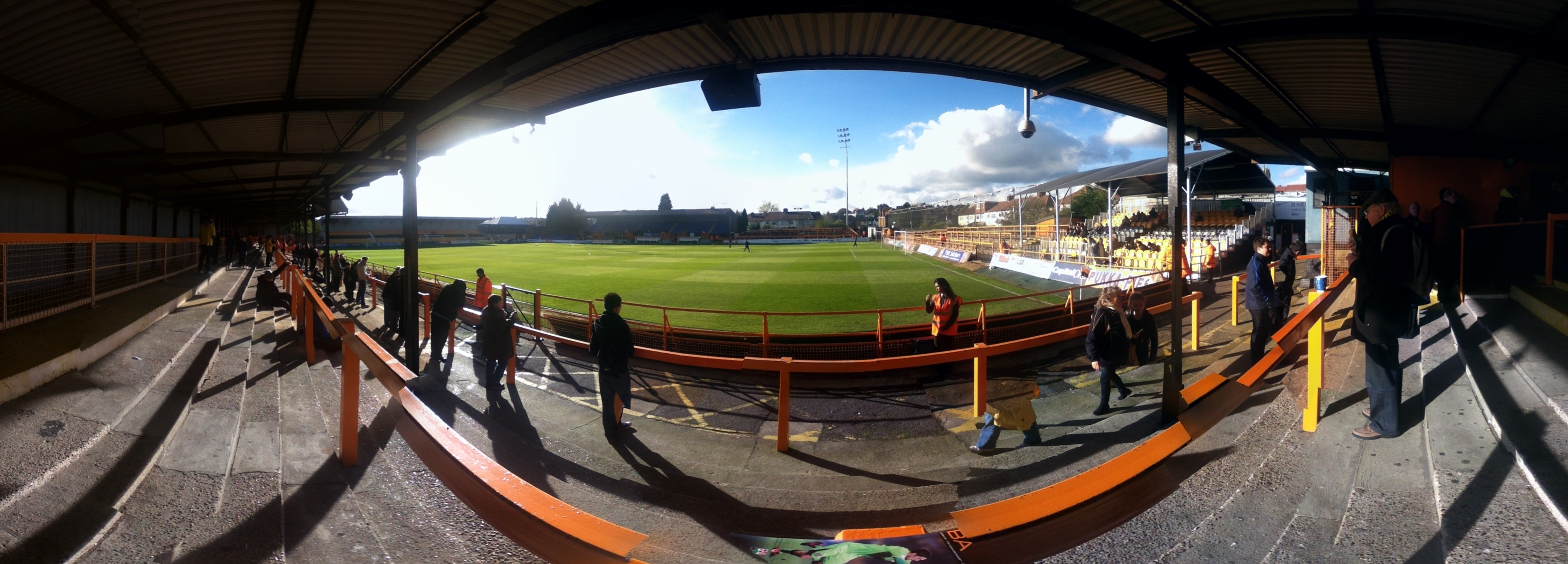
Underhill

Su sede es el Underhill Stadium, con capacidad para 6023 espectadores y que también utiliza el equipo reserva del Arsenal F.C., con quien juegan un partido amistoso anual.
En junio del 2012 anunciaron que el Barnet se muda a una nueva sede, el The Hive Stadium, por un periodo de 10 años.  En febrero de 2013, el Barnet se traslada a su nueva sede, siendo ratificado por The Football League.

## Rivalidades
Su principal rival local es el Enfield Town, en la mayor rivalidad a nivel amateur en la década de los años 1980s. Enfield tuvo problemas, dejando de existir, pero se formó su sucesor, el Enfield Town. El último partido que jugaron con el Enfield fue en la FA Cup de 1991, con triunfo del Barnet 4-1. Con el Enfield Town jugaron su primer partido en un amistoso en el año 2006.
Al llegar a la Liga en los años 1990s, aparecieron rivales como el Leyton Orient y el Fulham, así como el Stevenage mientras militaba en la Conference National entre 2001 y 2005 y con el Brentford en la llamada Batalla de las Abejas, ya que a ambos se les conoce por ese apodo.

## Récords
- Mayor asistencia: 11,026 v Wycombe Wanderers. FA Amateur Cup 4.ª ronda. 1951–52
- Mayor victoria en Liga: 7–0 v Blackpool, (casa) Division Three, 11 de noviembre de 2000
- Peor derrota en Liga: 1–9 v Peterborough United, (casa) Division Three, 5 de septiembre de 1998[3]
- Mayor victoria en casa: 7–0 v Wycombe Wanderers 15 de septiembre de 1987
- Peor derrota de visita: 7–0 v Crewe Alexandra 21 de agosto de 2010
- Máximo goleador: Arthur Morris, 403, 9 temporadas 1927–36
- Más partidos: Les Eason, 648, 1965–74,1977–78
- Mayor venta: £800,000 al Crystal Palace por Dougie Freedman
- Mayor compra: £800,000 al South Mimms FC por Paul Walsh

## Palmarés
| Competición nacional           | Títulos                                      | Subcampeonatos |
| ------------------------------ | -------------------------------------------- | -------------- |
| National League (4/0)          | 1990–91, 2004–05, 2014–15, 2024-25 (Record). |                |
| Southern Football League (2/0) | 1965–66, 1976–77.                            |                |
| FA Trophy (0/1)                |                                              | 1971-72        |